# Scaphidomorphus
Scaphidomorphus é um género de coleópteros da família Erotylidae.